# Jan Łysek (1887–1915)

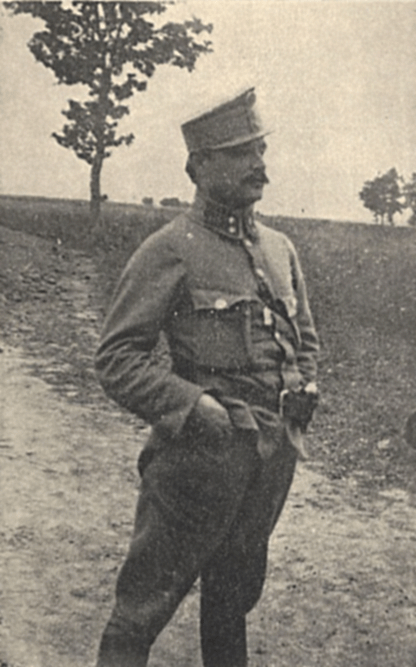
Jan Łysek w mundurze porucznika II Brygady Legionów Polskich.

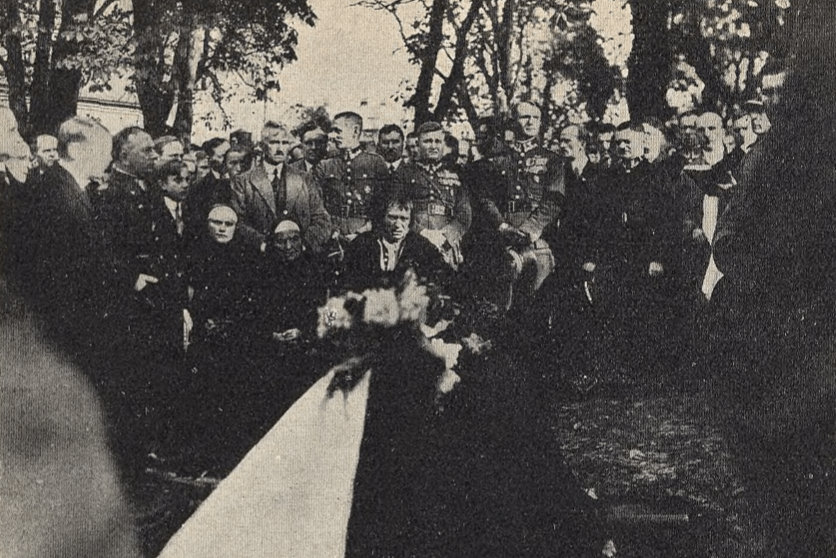
Pogrzeb Jana Łyska w Cieszynie w 1929 roku

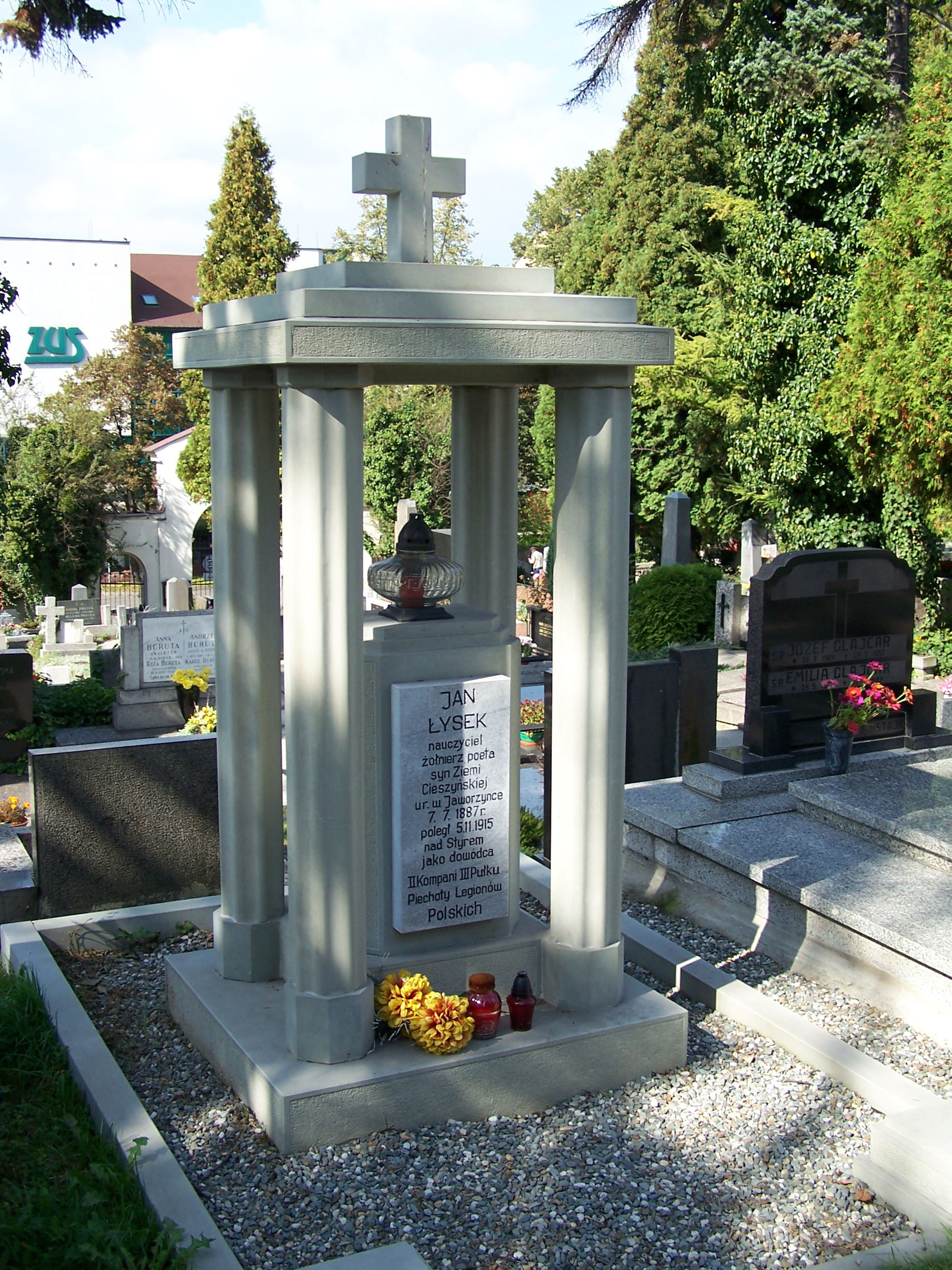
Grób Jana Łyska na cmentarzu ewangelickim w Cieszynie

Jan Łysek, ps. Jan Obuszek (ur. 7 lipca 1887 w Jaworzynce, zm. 5 listopada 1915 w Kościuchnówce) – porucznik Legionów Polskich, kawaler Orderu Virtuti Militari, działacz niepodległościowy i kulturalno-oświatowy, nauczyciel, poeta związany z Cieszynem i Śląskiem Cieszyńskim, współzałożyciel Legionu Śląskiego .

## Życiorys
Był synem Jana i Ewy z Heczków. Jako dziecko wyróżniał się wśród rówieśników inteligencją. Zauważył go Jerzy Michejda, który nakłonił rodziców, by posłali chłopaka do szkoły w Cieszynie. Ukończył kolejno szkołę ludową w Istebnej i polskie gimnazjum Macierzy Szkolnej dla Księstwa Cieszyńskiego w Cieszynie. Po ukończeniu paralelki przy seminarium nauczycielskim w Cieszynie w 1908 roku, pracował jako nauczyciel w Datyniach Dolnych, Suchej Średniej i Jaworzu, gdzie od 1912 roku był kierownikiem szkoły .
Był działaczem Polskiego Towarzystwa Nauczycielskiego i Macierzy Szkolnej w Cieszynie, a także jednym z inicjatorów powołania skautingu na Śląsku Cieszyńskim. Był także prezesem regionalnego koła Polskiego Towarzystwa Gimnastycznego „Sokół” w Jasienicy, działał też w Polowych Drużynach Sokoła, w których ukończył kurs oficerski.
Po wybuchu I wojny światowej w 1914 roku współorganizował Legion Śląski, do którego wstąpił jako ochotnik. Legion został włączony w struktury Legionów Polskich, stając się częścią 3 pułku piechoty. Jan Łysek dowodził początkowo IV plutonem 2. kompanii 3. pułku II Brygady Legionów Polskich.
W trakcie działań wojennych przeciwko armii rosyjskiej brał udział w walkach na terenie Karpat, Bukowiny i w Besarabii, leżących na terenie obecnej Ukrainy, Rumunii i Węgier. 18 października 1914 roku mianowany został podporucznikiem. Chrzest bojowy przeszedł wraz z całą kompanią śląską 24 października 1914 roku podczas bitwy pod Nadwórną, gdzie oddziały polskie dostały się pod zmasowany ogień rosyjskiej artylerii. 29 października wziął udział w całodniowej bitwie pod Młotkowem, w której legioniści kilkukrotnie bili się z żołnierzami rosyjskimi na bagnety. Trzeci pułk zmuszony do odwrotu spod Młotkowa bronił przełęczy Pantyrskiej, gdzie zajął pozycje.
Na przełomie stycznia i lutego 1915 roku wziął udział w pięciodniowej bitwie pod Maksymcem, która odbywała się w 30 stopniowym mrozie i w której (1 lutego) został ranny w biodro. Skierowano go na leczenie do szpitala polowego, z którego powrócił obejmując dowodzenie kompanii. 24 marca 1915 roku awansowany na porucznika, w zastępstwie chorego kapitana Ignacego Zalewskiego, przejął dowodzenie I batalionu II Brygady Legionów prowadząc ofensywę od Prutu.
Zginął 5 listopada 1915, trafiony kulą w głowę, w trakcie ataku na jedno ze wzgórz podczas walk pod Kościuchnówką na Wołyniu. Wraz z innymi poległymi żołnierzami 3 pułku pochowany został blisko miejsca śmierci na cmentarzu legionowym w Wołczecku, zaś w 1929 roku jego zwłoki zostały sprowadzone do Cieszyna i spoczęły na cmentarzu ewangelickim.
Pośmiertnie awansowany do stopnia kapitana.

## Ordery i odznaczenia
- Krzyż Srebrny Orderu Wojskowego Virtuti Militari nr 7666[11] – pośmiertnie 17 maja 1922[12]
- Krzyż Niepodległości – pośmiertnie 12 maja 1931 „za pracę w dziele odzyskania niepodległości”[13]
- Krzyż Walecznych po raz pierwszy – pośmiertnie 30 grudnia 1922 „za czyny orężne w czasie bojów Legionów Polskich”[14]

## Działalność literacka
Zadebiutował w 1907 roku w regionalnym czasopiśmie Zaranie Śląskie, gdzie opublikował większość swoich utworów. Pisał monologi, wiersze, opowiadania oraz utwory dramatyczne. Tworzył pod wpływem polskiej poezji romantycznej i młodopolskiej, wykorzystując lokalny folklor oraz gwary beskidzkie. Piewca piękna przyrody oraz kultury góralskiej. Jego najwybitniejszym dziełem jest dramat Śpiący rycerze, nawiązujący do starej regionalnej legendy o rycerzach śpiących w grotach Czantorii, którzy czekają na sygnał do walki .
Ze względu na tematykę utworów Kazimierz Nitsch nazwał go „śląskim Tetmajerem”. Natomiast badacz literatury śląskiej Zdzisław Hierowski stwierdził, iż był „śląskim Orkanem” . W okresie międzywojennym pośmiertnie opublikowano w „Zaraniu Śląskim” jego ostatni artykuł Oddział śląski w Legionach Polskich (1934, nr 30, przedrukowany z „Dziennika Cieszyńskiego”).

### Utwory
W twórczości inspirował się lokalnymi wierzeniami ludowymi, legendami i baśniami wplatając w nią elementy patriotyczne: walkę o niepodległość Polski. Opublikował m.in. utwory:
- Jastyń (1909),
- Dusza z ziemi (1909),
- Śpiący zastęp (1910),
- Śpiący rycerze[18] (1914).

## Upamiętnienie
- W 1915 roku Władysław Linca zadedykował Janowi Łyskowi wiersz pt. „Poległym w dniu 5 XI 1915 roku pod polską górą”[19].
- Przed wojną na budynku szkoły w Jaworzu Średnim znajdowała się tablica pamiątkowa, zniszczona w 1939 roku przez Niemców[1] .
- Wiersz poety umieszczony został na płycie pamiątkowej autorstwa Jana Raszki umieszczonej na cokole Nike cieszyńskiej pomniku upamiętniającym śląskich legionistów odsłoniętym 28 października 1934 roku w Cieszynie, który w 1939 roku zniszczony został przez Niemców i zrekonstruowany w roku 2008,
- Jego imieniem została nazwane są jedne z ulic w Cieszynie i Bielsku-Białej.